# Stagione degli uragani atlantici del 2005

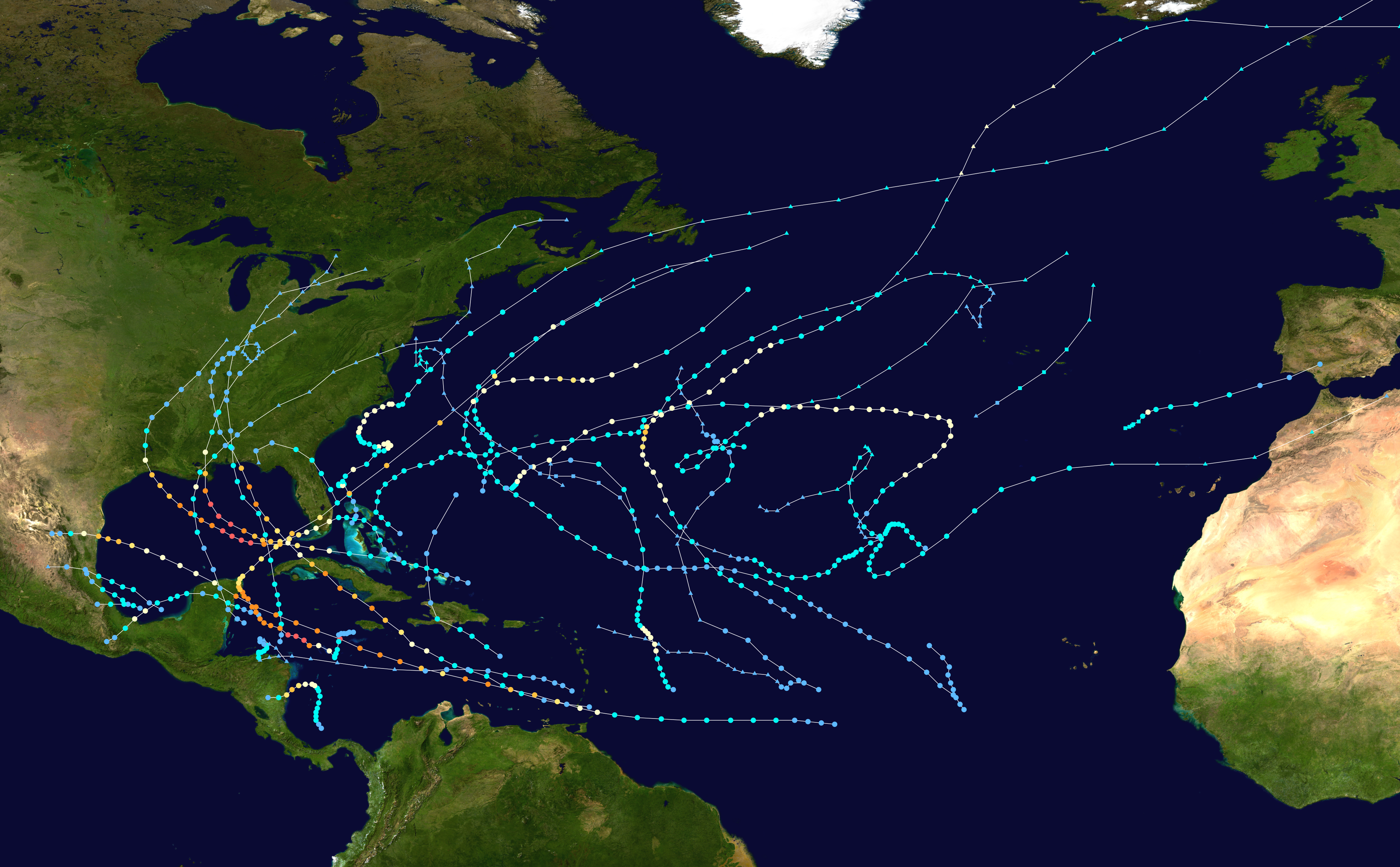
Mappa con percorso e intensità di tutte le tempeste.

La stagione degli uragani atlantici del 2005 è stata una stagione iperattiva e distruttiva, iniziata l'8 giugno 2005, con la formazione della tempesta tropicale Arlene, e terminata il 6 gennaio 2006, con il dissipamento della tempesta tropicale Zeta. 
Per la prima volta la lista di nomi predefinita è stata esaurita e il NHC è dovuto ricorrere alla lista ausiliaria con i nomi delle lettere greche. La stagione ha prodotto un'accumulated cyclone energy di 250, il secondo valore più alto di sempre per il bacino Atlantico e inferiore solo a quello della stagione del 1933.
Durante la stagione si sono formati 28 cicloni tropicali o subtropicali, battendo il precedente record di 20 stabilito nel 1933, dei quali 15 sono poi diventati uragani, superando il record di 12 registrato nel 1969. Quattro di questi uragani hanno raggiunto la categoria 5, la più alta sulla scala Saffir-Simpson, un evento mai avvenuto da quando sono iniziate le documentazioni ufficiali nel 1851.
Complessivamente, le tempeste della stagione hanno portato alla morte di almeno 3.700 persone e hanno causato danni stimati in oltre 171 miliardi di dollari. Quella del 2005 è diventata di conseguenza la stagione più costosa di sempre, prima di essere superata, 12 anni più tardi, dalla stagione del 2017.

## Nomenclatura
La seguente lista di nomi è stata utilizzata per le tempeste tropicali che si sono formate nell'Atlantico nel 2005. Si trattava della stessa lista del 1999, con l'eccezione di Franklin e Lee che avevano rimpiazzato Floyd e Lenny. I nomi non ritirati sono stati riutilizzati nella stagione del 2011. Franklin e i nomi da Lee a Wilma sono stati usati per la prima volta, e unica nel caso di Rita, Stan e Wilma. Anche Beta, Gamma, Delta, Epsilon e Zeta sono stati impiegati per la prima volta, in conformità con i protocolli dell'organizzazione meteorologica mondiale che prevedono di utilizzare i nomi delle lettere greche se la lista di nomi predefinita viene esaurita. Quella del 2005 è stata la prima stagione ad attivare questo protocollo e una delle sole due insieme alla stagione del 2020.
| - Arlene - Bret - Cindy - Dennis - Emily - Franklin - Gert | - Harvey - Irene - Jose - Katrina - Lee - Maria - Nate | - Ophelia - Philippe - Rita - Stan - Tammy - Vince - Wilma |
| Lista ausiliaria                                           |                                                        |                                                            |
| - Alpha - Beta                                             | - Gamma - Delta                                        | - Epsilon - Zeta                                           |